# Eucalyptus pachyloma
Eucalyptus pachyloma är en myrtenväxtart som beskrevs av George Bentham. Eucalyptus pachyloma ingår i släktet Eucalyptus och familjen myrtenväxter. Inga underarter finns listade i Catalogue of Life.